# Montanha (microregio)
Montanha is een van de 13 microregio's van de Braziliaanse deelstaat Espírito Santo. Zij ligt in de mesoregio Litoral Norte Espírito-Santense en grenst aan de deelstaat Minas Gerais in het noorden, de mesoregio Noroeste Espírito-Santense in het westen en zuiden en de microregio São Mateus in het zuidoosten en oosten. De microregio heeft een oppervlakte van ca. 2968 km². Midden 2004 werd het inwoneraantal geschat op 50.734.
Vier gemeenten behoren tot deze microregio:
- Montanha
- Mucurici
- Pinheiros
- Ponto Belo

Mesoregio's: Central Espírito-Santense · Litoral Norte Espírito-Santense · Noroeste Espírito-Santense · Sul Espírito-Santense

Microregio's: Afonso Cláudio · Alegre · Barra de São Francisco · Cachoeiro de Itapemirim · Colatina · Guarapari · Itapemirim · Linhares · Montanha · Nova Venécia · Santa Teresa · São Mateus · Vitória